# قانقلی سفلی
قانقلی سفلی یک روستا در ایران است که در دهستان آب‌بر واقع شده‌است. قانقلی سفلی ۲۷۱ نفر جمعیت دارد.
زیتون این روستا در سطح شهرستان و استان های مجاور معروف است.